# Giacomo Raibolini
Giacomo Raibolini dit Giacomo Francia (Bologne, 1484 - 3 janvier 1557) est un peintre de l'école bolonaise membre de la famille d'artistes italiens des Francia.

## Biographie
Giacomo Raibolini est le fils aîné de Francesco Raibolini, avec lequel il étudie, puis devient son assistant. Il est nommé comme son père il Francia. 
Il a exécute deux des fresques de la chapelle Santa Cecilia à Bologne : Le Baptême de  Valeriano Aspertini et le Martyre de sainte Cécile.
Il sera influencé tardivement par Dosso Dossi. 
Son frère Giulio l'assistera souvent comme peintre.
Il réaliseront ensemble  plusieurs retables, identifiables par leurs noms latinisées « Iacobus » et « Iulius ».

## Œuvres
- Vierge en gloire avec les saints Pierre, Marie-Madeleine, Francis, Marthe et six sœurs (ap.1515),Pinacothèque nationale,Bologne.
- Vierge à l’enfant et Saint Jean Baptiste, Musée Jeanne d'Aboville de La Fère
- Le Baptême de  Valeriano Aspertini et le Martyre de sainte Cécile, oratoire Sainte Cécile, avec son frère Giulio
- Les saints Jérôme, Margaret et Francis (1518), Musée du Prado, Madrid (daté et signé par les deux frères).
- Nativité (1519),église San Giovanni Evangelista, Parme, (daté et signé par les deux frères).
- Saint Michel, pour l'église San Domenico de Bologne.
- Le Mariage mystique de sainte Catherine,
- La Sainte Famille avec saint Jérôme,
- La fuite en Égypte, Palais des beaux-arts de Lille
- Au musée du Louvre :
  - La Vierge et l'Enfant entourés de quatre saints dite Madone Guastavillani, peinture à l'huile sur peuplier (avec saint Jean-Baptiste, saint Sébastien, saint Georges et saint François d'Assise) commandé par Filippo Guastavillani, sénateur bolonais
  - Vierge à l'Enfant avec saint Jean enfant, saint Sébastien, saint Bernardin, dessin
- Chartres, musée des Beaux-Arts : Un saint moine, panneau, 46 × 36 cm, provient de la collection Campana, n° 321, don de l'État[1].

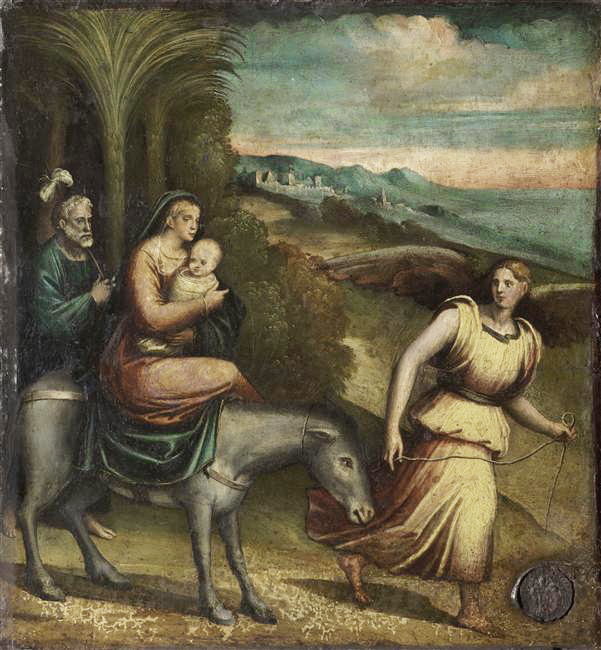
La fuite en Égypte, palais des Beaux-Arts, Lille.
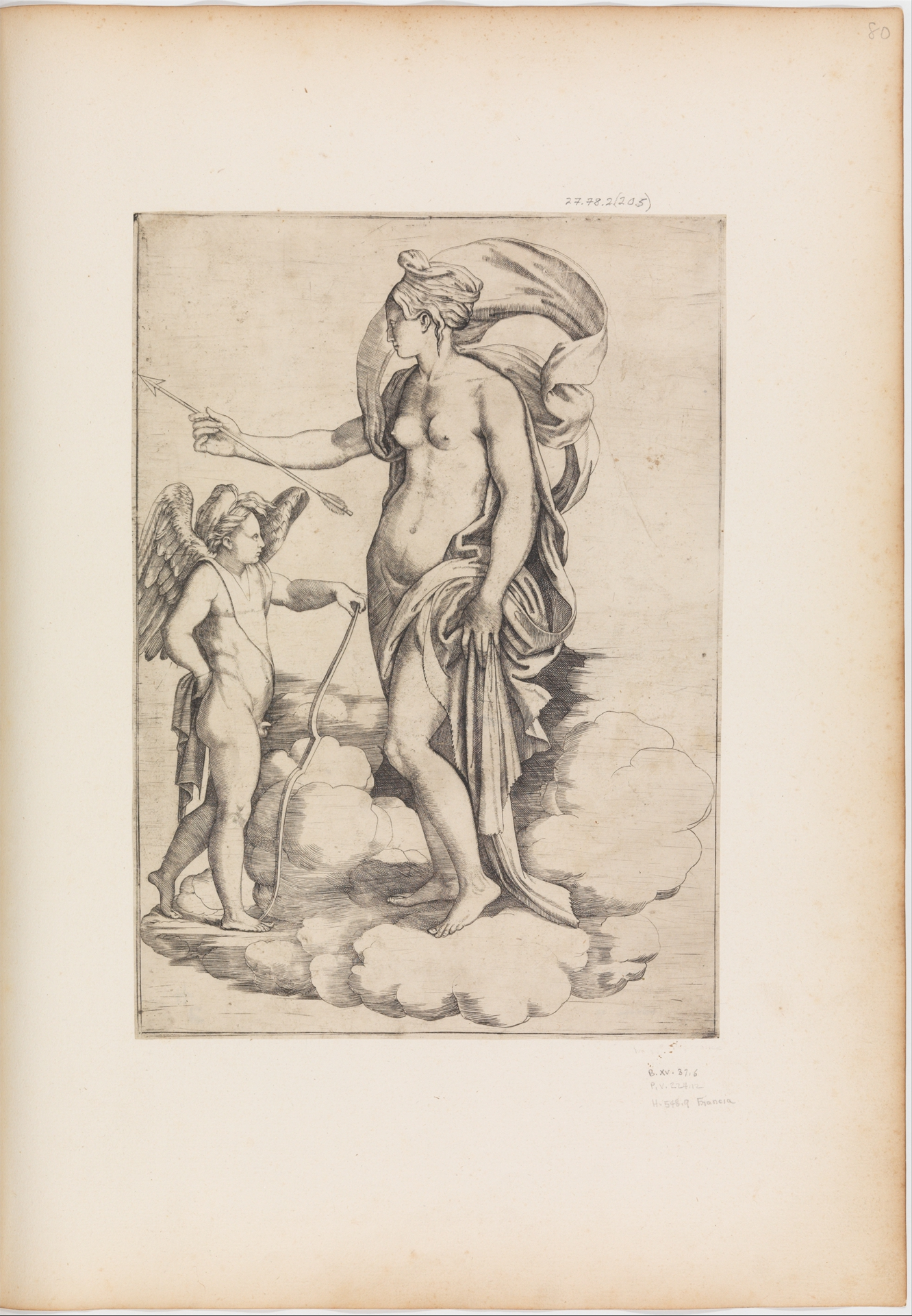
Venus et Cupidon, vers 1525.
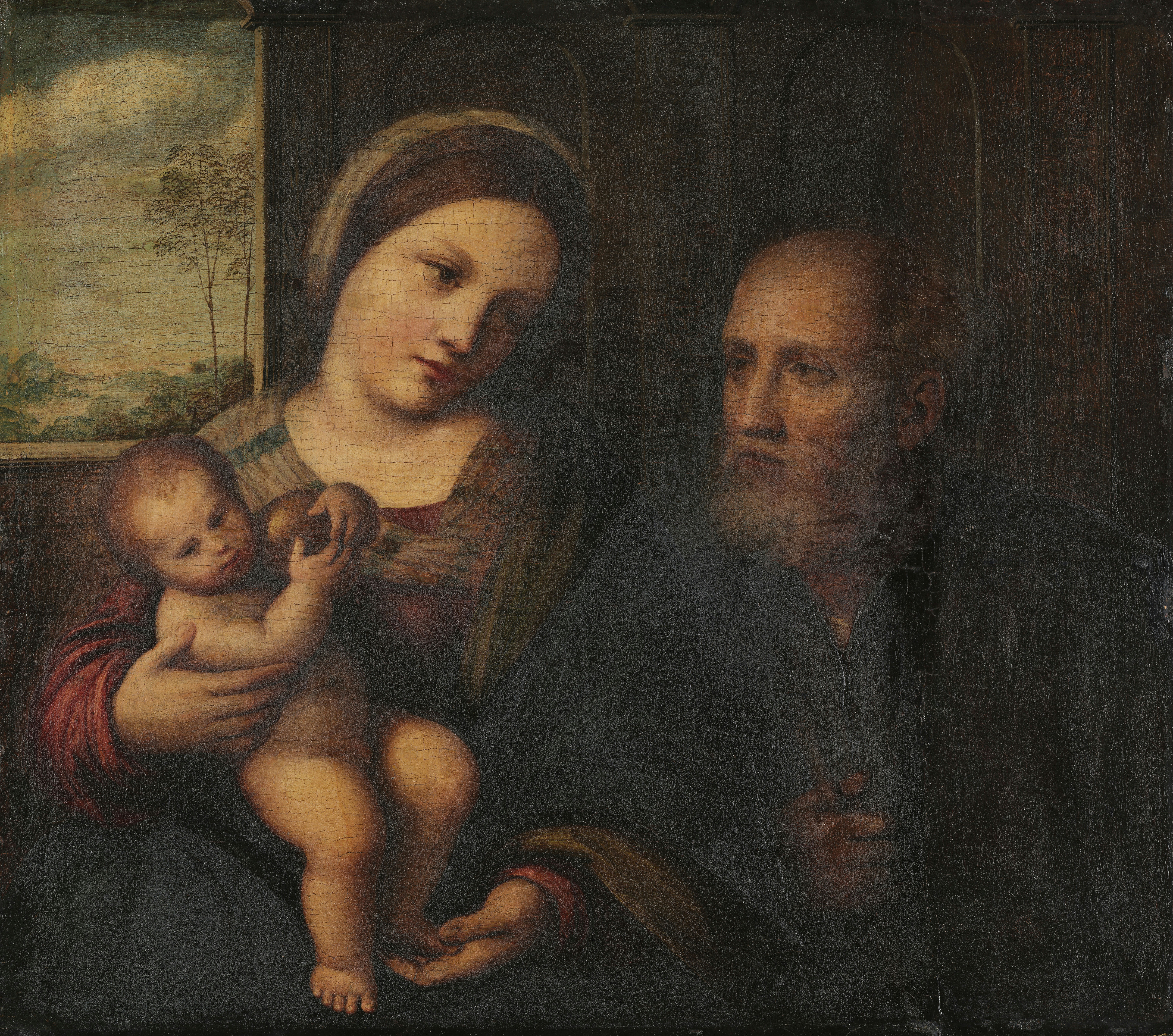
La Sainte famille, huile sur panneau de bois.
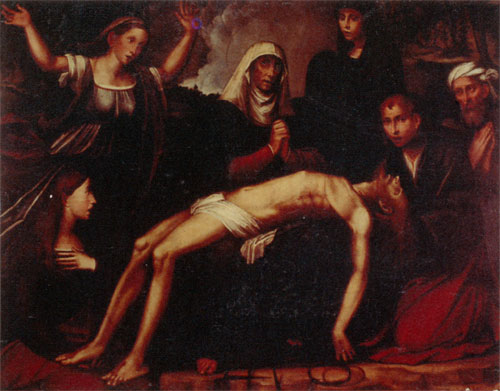
Piéta, huile sur panneau de bois.

## Sources
- Base Joconde du Ministère de la Culture.